# Sebastiania cruenta
Sebastiania cruenta  es una especie de planta en la familia Euphorbiaceae. 

## Descripción
Es un pequeño árbol o arbusto endémico de Guatemala que fue únicamente registrado en el departamento de Baja Verapaz. Crece en bosque de pino-encino a una altitud de aproximadamente 1500 m s. n. m. y puede alcanzar una altura de 8 m.

## Taxonomía
Sebastiania cruenta fue descrita por (Standl. & Steyerm.) Miranda y publicado en Anales del instituto de Biología de la Universidad Nacional de México 24: 64. 1953.
Sinonimia
- Stillingia cruenta Standl. & Steyerm.[3][4]